# The Locked Room
"The Locked Room" es el tercer episodio de la primera temporada de la serie de televisión de antología estadounidense de drama criminal True Detective. El episodio fue escrito por el creador de la serie Nic Pizzolatto y dirigido por el productor ejecutivo Cary Joji Fukunaga. Se transmitió por primera vez en HBO en Estados Unidos el 26 de enero de 2014.
La temporada se centra en los detectives de homicidios de la Policía Estatal de Luisiana Rustin "Rust" Cohle (Matthew McConaughey) y Martin "Marty" Hart (Woody Harrelson), quienes investigan el asesinato de la trabajadora sexual Dora Lange en 1995. Diecisiete años después, deben revisar la investigación, junto con varios otros crímenes sin resolver. En este episodio, Cohle y Hart intentan descubrir más sobre la relación de Dora con la iglesia y encuentran pruebas cruciales que la vinculan con un antiguo caso. Mientras tanto, la vida personal de Hart se complica aún más cuando su ira se apodera de él al ver a Lisa con otro hombre.
De acuerdo con Nielsen Media Research, el episodio fue visto por aproximadamente 1,93 millones de espectadores domésticos y obtuvo una participación de rating de 0,8 entre los adultos de 18 a 49 años. El episodio recibió elogios de la crítica, que elogió las actuaciones, la dirección, el ritmo y la cinematografía. Por su actuación en el episodio, Woody Harrelson recibió una nominación a Mejor Actor Principal en una Serie Dramática en la 66ª edición de los Premios Primetime Emmy.

## Trama

### 2012
Rust (Matthew McConaughey) les cuenta a Gilbough (Michael Potts) y Papania (Tory Kittles) sobre su visión de la religión, considerándola un intento fallido de vender "la luz al final del túnel". Por el contrario, Marty (Woody Harrelson) presenta su propia versión de la moralidad, estableciendo paralelismos con sus propios demonios.
Marty les cuenta a Papania y Gilbough sobre las habilidades de Rust en la sala de interrogatorios y su capacidad para extraer confesiones de los sospechosos.
Marty y Rust luego insinúan un próximo tiroteo con los sospechosos del asesinato de Lange.

### 1995
Una semana después de descubrir la iglesia quemada, Rust y Marty observan un servicio de Avivamiento de los Amigos de Cristo, que ahora se lleva a cabo en una carpa de la iglesia. Mientras el pastor Joel Theriot (Shea Whigham) da un sermón, Rust expresa su disgusto por la religión organizada, mientras que Marty la ve como una estructura útil para mantener la paz dentro de la comunidad. Al interrogar a Theriot y a otros miembros de la iglesia después del sermón, descubren que Dora frecuentaba la iglesia y que había sido vista por última vez con un hombre alto con el rostro lleno de cicatrices.
Las tensiones aumentan entre el dúo cuando Marty llega a casa un día y encuentra a Rust cortando el césped y tomando té con Maggie (Michelle Monaghan). En la escuela, la hija mayor de Marty hace dibujos de personas teniendo relaciones sexuales. Maggie no está contenta con la forma en que Marty abordó el problema y con su matrimonio en general. Marty culpa al caso Lange y a su crisis de la mediana edad por su estado de distracción constante.
Marty y Maggie intentan poner en contacto a Rust con la amiga de Maggie, Jen (Bree Williamson), y tienen una cita doble. Mientras están fuera, Marty ve a Lisa (Alexandra Daddario) en una cita con otro hombre. Más tarde esa noche, Marty entra por la fuerza al apartamento de Lisa y casi agrede al hombre.
Aún convencido de que el asesino de Dora ha matado antes, Rust pasa horas mirando fotografías de cadáveres en archivos de casos antiguos. Encuentra un símbolo en espiral similar al del cuerpo de Lange en el cadáver de Rianne Olivier, una niña que, según se informó, se ahogó durante una inundación. Interrogan al abuelo de Olivier (Ritchie Montgomery). Menciona que ella tenía un novio llamado Reggie Ledoux. Marty y Rust se enteran de que Olivier asistió al Light of the Way Academy, una escuela religiosa dirigida por la fundación de Tuttle.
Marty y Rust visitan la escuela. Rust se encuentra con el jardinero (Glenn Fleshler) de la escuela y le pregunta sobre la historia de la escuela. A través de la radio, Marty y Rust se enteran de que Reggie Ledoux era un ex convicto que violó su libertad condicional hace ocho meses después de cumplir una condena por dirigir un laboratorio de metanfetamina. Durante su condena en prisión, fue compañero de celda de Charlie Lange, el marido de Dora. Al darse cuenta de la conexión, publican un boletín informativo sobre Ledoux. En algún lugar del bosque, se ve a Ledoux (Charles Halford) afuera de su casa, semidesnudo y usando un machete.

## Producción

### Desarrollo
En enero de 2014, el título del episodio se reveló como "The Locked Room" y se anunció que el creador de la serie Nic Pizzolatto había escrito el episodio mientras que el productor ejecutivo Cary Joji Fukunaga lo había dirigido. Este fue el tercer crédito de escritura de Pizzolatto y el tercer crédito de dirección de Fukunaga.

## Recepción

### Audiencia
El episodio fue visto por 1,93 millones de espectadores, lo que le valió un 0,8 en la escala de rating de Nielson para el grupo demográfico de 18 a 49 años. Esto significa que el 0,8 por ciento de todos los hogares con televisores vieron el episodio. Esto representó un aumento del 15 % con respecto al episodio anterior, que fue visto por 1,67 millones de espectadores, con un 0,7 en el grupo demográfico de 18 a 49 años.

### Reseñas críticas

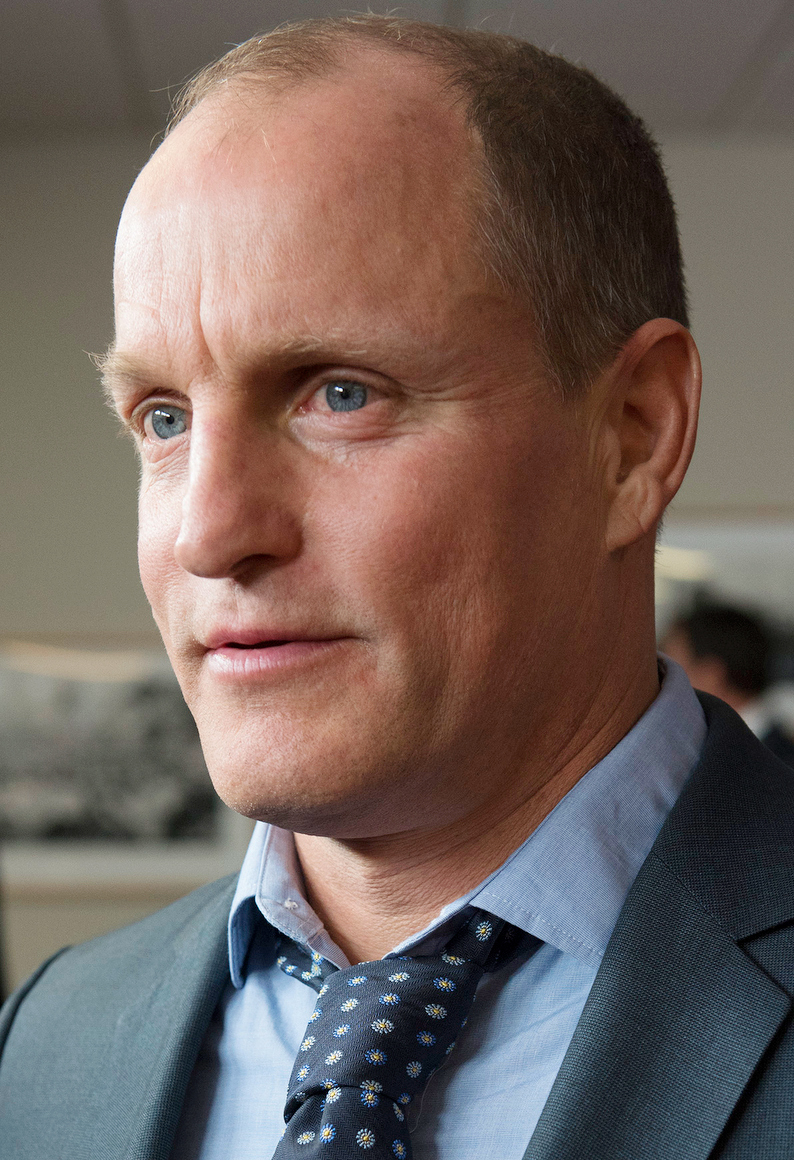
Por su actuación en el episodio, Woody Harrelson fue nominado a Mejor Actor Principal en una Serie Dramática en la 66ª edición de los Premios Primetime Emmy.

"The Locked Room" recibió elogios de la crítica. Jim Vejvoda de IGN le dio al episodio un "sorprendente" 9 sobre 10 y escribió en su veredicto: "El temperamento y las inseguridades de Hart se apoderan de él y la búsqueda de un sospechoso se reduce en el apasionante episodio de True Detective de esta semana. Además, no cortar el césped de Marty cuando él no está cerca. Él realmente odia eso".
Erik Adams de The AV Club le dio al episodio una calificación de "A-" y escribió: "Rust se ha encontrado con muchos maleantes y puede leer a una persona dentro de los 10 minutos posteriores a conocerlos, pero no está tan consumido por la oscuridad como el espectro que acecha los últimos segundos de 'The Locked Room'. O tal vez lo sea, y True Detective está ocultando la verdad del asunto por el momento. Secreto o no, es una excelente manera de atraer al espectador al siguiente episodio".  Britt Hayes de Screen Crush escribió: "Nuestra toma final nos presenta a nuestro monstruo, el que esperó a Dora fuera de la habitación cerrada de su mente, desinflando todas esas esperanzas y sueños y poniendo fin a la lucha que ella llamó vida". 
Alan Sepinwall de HitFix escribió: "A estas alturas está claro que los detectives de 2012 están considerando a Rust Cohle como algo más que una simple fuente de información sobre su caso. Y aunque espero que la solución sea mucho más complicada que el hecho de que Cohle sea un asesino en serie secreto, puedes entender, basándose en lo poco que sabemos de los acontecimientos hasta ahora y en lo que hemos visto del hombre en dos períodos de tiempo diferentes, por qué un par de policías veteranos podrían evaluar al tipo y tomarlo por un maníaco".  Gwilym Mumford de The Guardian escribió: "Incluso para los estándares de True Detective, esta es una hora de televisión particularmente introspectiva, pero igualmente es una que impulsa la historia hacia adelante de una manera que los dos primeros episodios del programa no estaban dispuestos a hacerlo. Al final de la hora, gracias al diligente trabajo detectivesco de Cohle y Hart, tenemos nuestra primera pista tangible". 
Kenny Herzog de Vulture le dio al episodio una calificación perfecta de 5 estrellas sobre 5 y escribió: "'The Locked Room', y esto también se aplica a True Detective a lo largo de tres capítulos, se destacó porque parecía que estabas descubriendo la novela policíaca de inmediato con Hart y Cohle en 1995, hasta el último detalle. Es la sensación de una serie de radio preparada para filmarse, y es muy fincheriano".  Tony Sokol de Den of Geek le dio al episodio una calificación perfecta de 5 estrellas sobre 5 y escribió: "Puedo ver las conversaciones de Woody y Matt incluso sin la trama. La forma en que se mueven y tejen, es como dos pesos medianos. Todos la actuación es lo mejor del juego, pero estos dos juntos, que apenas se mantienen alejados el uno del otro, son una pelota. Muerden sus mejores líneas y las escupen como dardos solo para ser atrapados en los dientes del otro y mordisqueados antes. En el fondo, todo esto se está preparando para un tiroteo y estos tipos son la identificación y el ego de Gary Cooper en High Noon. Puede que no guarden silencio, pero son fuertes y sus puntos fuertes son. Sin embargo, el sol llega al mediodía a mitad del día. Es posible que se enfrenten a un monstruo, pero no será al amparo de la oscuridad. Este monstruo estará frente a ellos. ropa interior pero su cara está cubierta con una máscara de gas Nightmare por la tarde y todavía falta un día entero". 
Chris O'Hara de TV Fanatic le dio al episodio una calificación perfecta de 5 estrellas sobre 5 y escribió: "Cuando el episodio llegó a su fin, vimos por primera vez a uno de esos hombres. La máscara de gas se balanceó de la cabeza de Reggie como una trompa del elefante que habían estado buscando en todas esas salas de interrogatorios, un trofeo de caza propio, estaba a su alcance mientras se preparaba el escenario para lo que debería ser un episodio crucial a seguir".  Shane Ryan de Paste le dio al episodio un 9,7 sobre 10 y escribió: "En un programa tan reflexivo y expansivo como True Detective, es posible encontrar líneas temáticas de diálogo en cada expresión. Sin embargo, para mí, la pieza central de 'The Locked Room' llega mientras Rust Cohle celebra su audiencia en su antigua comisaría, detrás de una fortaleza de latas de cerveza vacías Lone Star, y explica su asombroso éxito como interrogador en los años previos a que dejara su trabajo y se convirtiera en un borracho a tiempo completo". 

### Reconocimientos
Por su actuación en este episodio, Woody Harrelson fue nominado a Mejor Actor Principal en una Serie Dramática en la 66ª edición de los Premios Primetime Emmy.